# Wojska Powietrznodesantowe Federacji Rosyjskiej
Wojska Powietrznodesantowe (ros. Воздушно-десантные войска, Wozduszno-diesantnyje wojska, ВДВ) – jeden z dwóch samodzielnych rodzajów wojsk Sił Zbrojnych Federacji Rosyjskiej (drugi to Wojska Rakietowe Przeznaczenia Strategicznego).

## Charakterystyka i zmiany strukturalne
W chwili upadku ZSRR (1991) radzieckie WDW liczyły siedem dywizji (7, 76, 98, 103, 104 i 106 gwardii oraz 242 szkolna) oraz jedenaście samodzielnych brygad (11, 13, 21, 23, 36, 37, 38, 40, 56, i 83 powietrznodesantowe oraz 35 desantowo-szturmowa) rozlokowanych na terenie całego ZSRR. Było to blisko 77 000 żołnierzy – dwukrotnie więcej niż wszystkie pozostałe jednostki powietrznodesantowe na świecie razem wzięte. Po rozpadzie ZSRR i porażce stworzenia wspólnych sił zbrojnych w ramach WNP (1993), siły WDW uległy poważnemu uszczupleniu. Część jednostek znalazła się w ramach nowo powstałych sił zbrojnych Ukrainy, Białorusi, Uzbekistanu i Kazachstanu.
Wprowadzony w 2008 „Plan przebudowy Sił Zbrojnych Federacji Rosyjskiej do 2016 roku” oraz „Kierunków dalszego rozwoju do 2020 roku”, zakładał rozformowanie 26 jednostek organizacyjnych, utrzymanie trzech z czterech dywizji oraz 31 Brygady Desantowo-Szturmowej. W 2009 wprowadzono korektę do planu i zdecydowano się na utrzymanie 106 Dywizji Powietrznodesantowej. Planowano też rozwinięcie dywizyjnych dywizjonów artylerii przeciwlotniczej w pułki rakiet przeciwlotniczych i formowanie dodatkowych związków taktycznych podporządkowanych dowódcom dwóch okręgów wojskowych.
Rosyjskie wojska powietrznodesantowe w 2010 pozostawały jedną z najbardziej doświadczonych formacji bojowych na świecie. Były również najliczniejsze spośród tego rodzaju wojsk – składały się na nie dwie dywizje powietrznodesantowe, dwie dywizje desantowo-szturmowe oraz pięć samodzielnych brygad i jeden samodzielny pułk. Według różnych szacunków było to około 36 000-45 000 ludzi.
W 2013 weszła w życie  „Koncepcja rozwoju Wojsk Powietrznodesantowych do 2025 roku”. Przewidywała ona, że od 2017 WPD staną się mobilnym odwodem Naczelnego Dowódcy i będą stanowić trzon  sił szybkiego reagowania. W tym samym roku w skład WPD włączono brygady desantowo-szturmowe: 56 BDSz z Kamyszyna, 83 BDSz z Ussuryń i 11 BDSZ z Ułan-Ude.
W 2015 rozpoczęto reorganizację dywizji desantowo-szturmowych. Zostały one powiększone o dodatkowy trzeci pułk. Na wyposażenie wprowadzono też pojazdy kołowe Tajfun i Tigr oraz gąsienicowe BMD-4M i BTR-MDM Rakuszka. Do formacji trafiły również bezpilotowe systemy powietrzne typu Grusza i Orlan oraz zautomatyzowane systemy łączności i nowe zestawy przeciwlotnicze. Rok później planowano włączenie do dywizji i brygad sześciu kompanii czołgów, pododdziałów BSP oraz dwóch kompani walki radioelektronicznej.

## Działania bojowe wojsk powietrznodesantowych

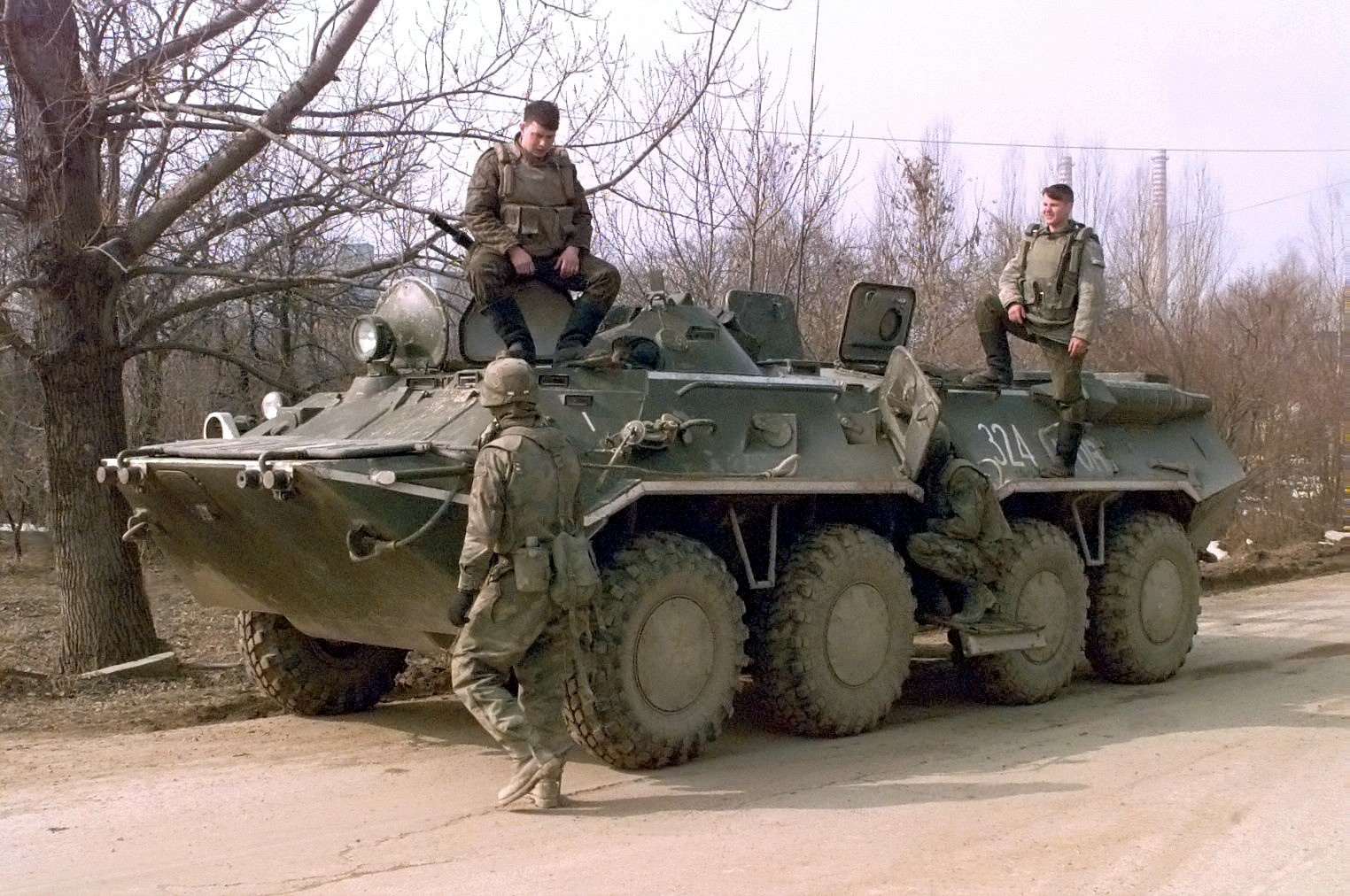
Żołnierze rosyjskich WDW i U.S. Army w Bośni w ramach sił IFOR w 1996 roku

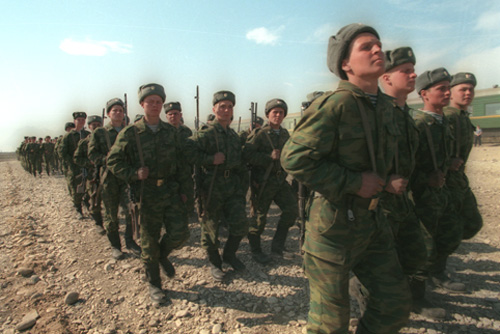
Rosyjscy spadochroniarze w Czeczenii w 2000 roku

Rosyjskie WDW zostały użyte w czasie wojny w Jugosławii w latach 1991–1999: w ramach międzynarodowych sił IFOR (w 1996) i SFOR (od 1996 do 2003) funkcjonowała 1 Pokojowa Rosyjska Samodzielna Brygada Powietrznodesantowa. Ich najsłynniejszą akcją był zajęcie w czerwcu 1999 roku przez 98 batalion gw. lotniska Slatina koło Prisztiny. Pomimo ambitnych założeń, okazała się to być jednak czysto symboliczna operacja, która w gruncie rzeczy zamanifestowała tylko sprzeciw i bezsilność Rosji po rozpoczęciu bombardowań Jugosławii przez NATO. W latach 1999–2002 rosyjscy spadochroniarze pełnili misję pokojową w ramach jednostek KFOR w Kosowie. Jednostki WDW od 1992 służyły w ramach 14 Armii w Mołdawii, pełniąc rolę sił stabilizacyjnych w Naddniestrzu. Podobną rolę odegrały w czasie wojny w Osetii Południowej w latach 1991–1992.
Rosyjscy spadochroniarze uczestniczyli również w obydwu wojnach w Czeczenii. Brali udział w I i II szturmie Groznego – w 1994 i 1999 roku. Ich późniejszy dowódca – gen. Władimir Szamanow, właśnie podczas drugiego konfliktu czeczeńskiego zyskał złą sławę przestępcy wojennego. Najsłynniejszym epizodem walk rosyjskich spadochroniarzy w Czeczenii jest bój o wzgórze 776 stoczony przez 6 kompanię 104 pułku 76 Gwardyjskiej Dywizji. W dniach od 29 lutego do 3 marca 2000 kompania broniąc wejścia do Wąwozu Arguńskiego przed bojownikami Basajewa i Chattaba (ich liczebność Rosjanie oceniają na 2500 ludzi) straciła w ciągu trzydniowych walk 84 ze 104 żołnierzy (80%).
W nocy z 8 na 9 sierpnia 2008 roku, 76 Dywizja Desantowo-Szturmowa działająca w składzie 58 Armii wylądowała w Cchinwali jako wsparcie rosyjskich sił pokojowych w Osetii Płd. Rosyjskie Ministerstwo Obrony poinformowało również o planach wysłania w rejon konfliktu 98 Dywizji Powietrznodesantowej i 45 samodzielnego pułku rozpoznawczego. Wsparcie w postaci oddziałów 7 Dywizji Desantowo-Szturmowej (trzy bataliony i jeden pułk) otrzymała również pomiędzy 8 a 10 sierpnia Abchazja. Oddziały te zostały przerzucone do na teren republiki przy pomocy okrętów desantowych Floty Czarnomorskiej. 11 sierpnia spadochroniarze ci weszli z terytorium Abchzaji (nie byli częścią sił pokojowych) na teren Gruzji i bez walki zajęli bazę wojskową w Senaki. Od 13 sierpnia oddziały 76 Dywizji rozpoczęły okupację gruzińskiego miasta Gori. 14 sierpnia gen. Wiaczesław Borisow, z-ca dowódcy WDW ds. szkolenia, zapowiedział, że oddziały 76 Dywizji rozpoczęły wycofywanie się z Gorii
Wbrew oficjalnym rosyjskim deklaracjom, rosyjskie WDW – obok specnazu GRU i wojsk lądowych Południowego Okręgu Wojskowego – tworzą trzon wojsk rosyjskich zaangażowanych w trwającym od wiosny 2014 roku konflikcie w Donbasie. Według danych strony ukraińskiej, wśród szacowanych na 8,5–10 tys. żołnierzy regularnej armii rosyjskiej walczących po stronie separatystów, znajdują się lub znajdowali spadochroniarze z 76 Dywizji Desantowo-Szturmowej, 98 Dywizji Powietrznodesantowej, 7 Dywizji Desantowo-Szturmowej, 106 Dywizji Desantowo-Szturmowej i 45 Samodzielnej Brygady Specnazu Wojsk Powietrznodesantowych. Rosyjscy spadochroniarze znajdowali się pośród żołnierzy separatystów schwytanych przez Ukraińców. Najczęściej byli oni zwracani Rosji na zasadzie wymiany jeńców. Co najmniej od listopada 2015 roku rosyjscy spadochroniarze stacjonują na Krymie, zaanektowanym przez Rosję wiosną 2014. We wrześniu 2015 roku śledczy OSINT ujawnili dowody na udział spadochroniarzy rosyjskich ze 104 pułku 76 Dywizji Spadochronowej w zajęciu platform „Czernomornaftgazu” w grudniu 2014. W kwietniu 2015 roku rzecznik rosyjskich WDW poinformował o rozpoczęciu przez żołnierzy 76 Dywizji Desantowo-Szturmowej i 98 dywizji powietrznodesantowej ćwiczeń w rejonie Murmańska, mających na celu przygotowanie ich żołnierzy do działań za kołem podbiegunowym. Przez komentatorów zostało to odebrane jako kolejny sygnał świadczący o trwającym od 2012 roku dążeniu Rosji do zwiększania swojej militarnej obecności za północnym kręgiem polarnym. Wiosną 2017 rosyjskie media, powołując się na zagraniczne źródła (Al Masdar News, DEBKAfile) doniosły o udziale rosyjskich spadochroniarzy w konflikcie syryjskim. W Syrii mieli by również walczyć w charakterze najemników byli żołnierze radzieckich wojsk powietrznodesantowych.

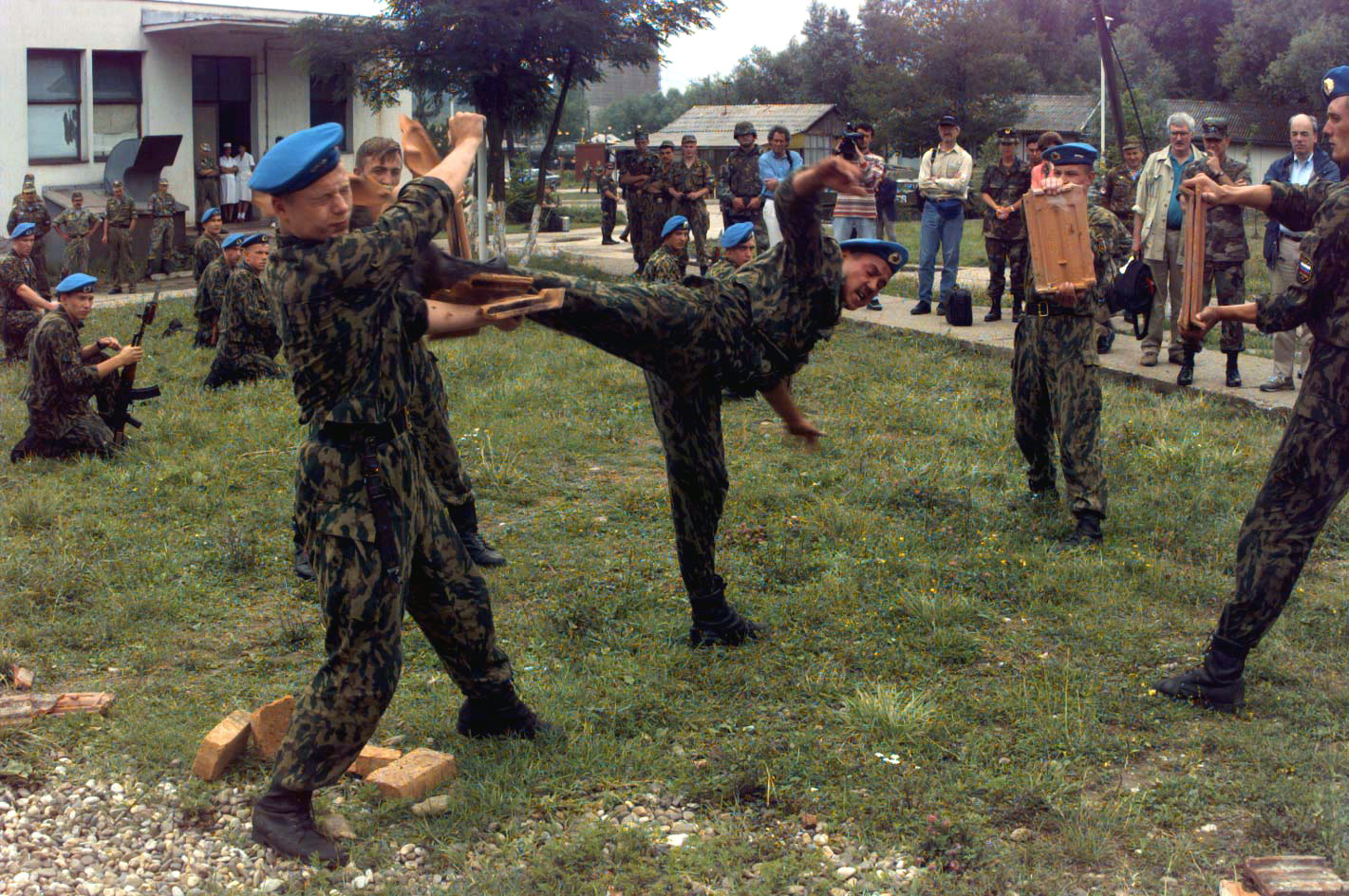
Pokaz sprawności rosyjskich spadochroniarzy

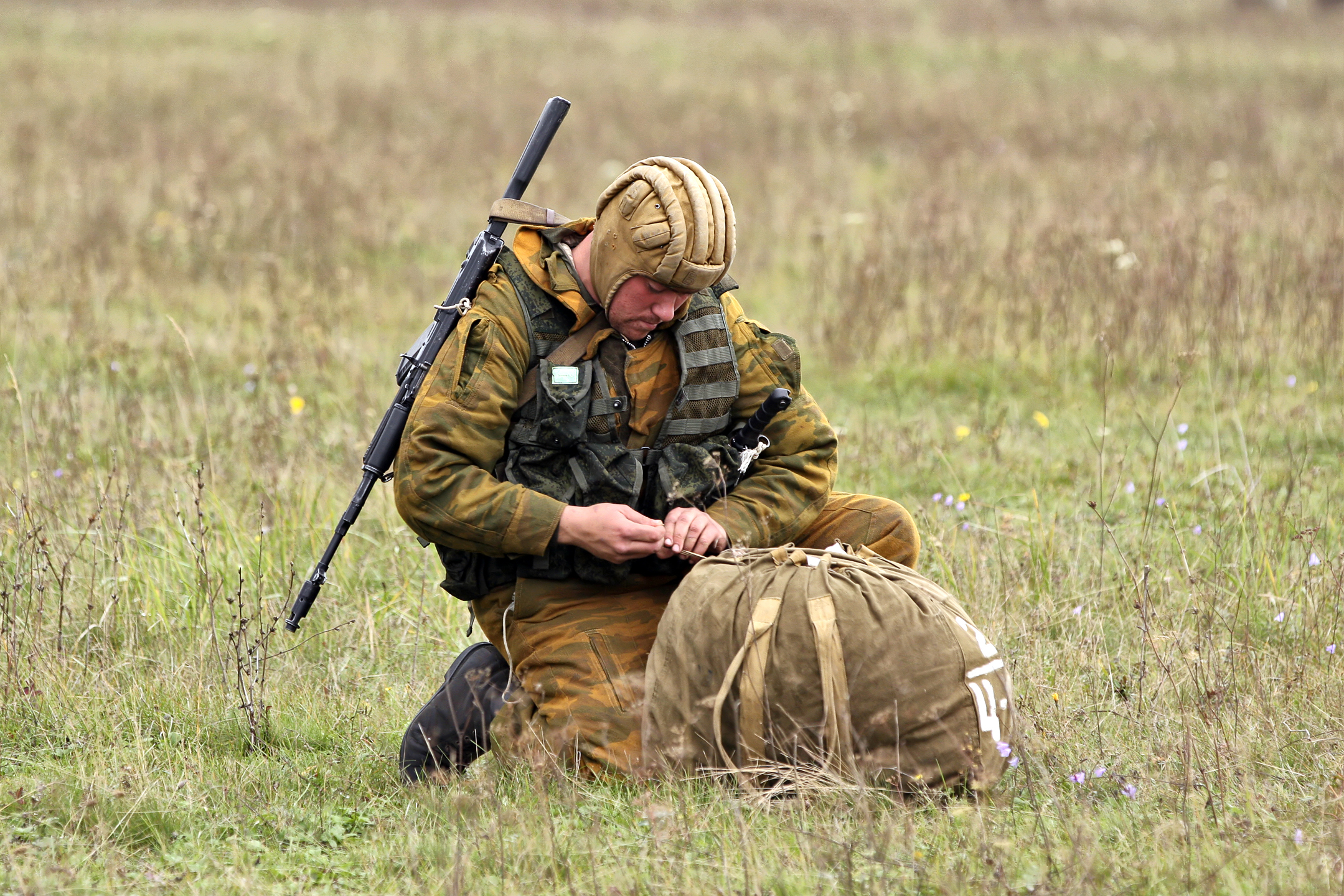
Rosyjski spadochroniarz z osprzętem i w umundurowaniu polowym (2011)

## Struktura
Dowództwo Wojsk Powietrznodesantowych
(Moskwa, ul. Matrosskaja tiszyna nr 10)
- dywizje powietrznodesantowe i desantowoszturmowe:
  -  7 Gwardyjska Dywizja Desantowoszturmowa (Górska) (Noworosyjsk);
  -  76 Gwardyjska Dywizja Desantowoszturmowa (Psków);
  -  98 Gwardyjska Dywizja Powietrznodesantowa (Iwanowo);
  -  106 Gwardyjska Dywizja Powietrznodesantowa (Tuła);
- brygady desantowoszturmowe:
  -  11 Gwardyjska Samodzielna Brygada Desantowo-Szturmowa (Ułan Ude);
  -  31 Gwardyjska Samodzielna Brygada Desantowo-Szturmowa {Ulianowsk;
  - 56 Gwardyjska Samodzielna Brygada Desantowo-Szturmowa (Kamyszyn);
  -  83 Gwardyjska Samodzielna Brygada Desantowo-Szturmowa (Ussuryjsk).
- instytucje edukacyjne::
  - Riazańska Wyższa Szkoła Dowódcza Wojsk Powietrznodesantowych;
  - Omski Korpus Kadetów;
  - Uljanowska Gwardyjska Suworowska Szkoła Wojskowa;
  - Tulska Suworowska Wojskowa Szkoła Kadetów;
  - 242 Centrum Szkoleniowe, Omsk[18] (przygotowanie młodszych specjalistów wojsk powietrznodesantowych);
- jednostki wojskowe specjalnego przeznaczenia:
  -  45 Samodzielna Gwardyjska Brygada Specjalnego Przeznaczenia (Kubinka);
- jednostki wojskowe zabezpieczenia:
  - 38 Gwardyjska Brygada Kierowania Wojsk Powietrznodesantowych (Miedwieżi oziera);
  - 150 Samodzielny Batalion Remontowo-renowacyjny Wojsk Powietrznodesantowych[19][18].

## Symbole rosyjskich Wojsk Powietrznodesantowych

Flaga
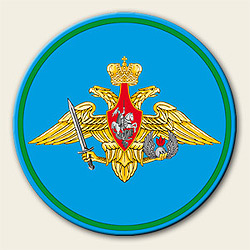
Emblemat noszony na rękawie
Godło

## Dowódcy WPD
- gen. Jewgienij Podkołzin (1991–1996);
- gen. Gieorgij Szpak (1996−2003);
- gen. Aleksandr Kołmakow (2003–2007);
- gen. por. Walerij Jewtuchowicz (2007–2009);
- gen. Nikołaj Ignatow (2009 od kwietnia do września);
- gen. płk Władimir Szamanow (2009–2016);
- gen. płk Andriej Sierdiukow (od 2016)